# Szeginie
Szeginie (ukr. Шегині, Szehyni, pol. do 1939 Szechynie) – wieś na Ukrainie, w obwodzie lwowskim, w rejonie jaworowskim, nad potokiem Stubienka, siedziba hromady.
Wieś położona jest 14 km na wschód od Przemyśla, na zachodzie leży Medyka, na płn. Buców, a na wschodzie leży Wolica. Zabudowania wiejskie przy drodze do Mościsk. Znajduje tu się przystanek kolejowy Derżkordon na linii Lwów – Przemyśl. Niegdyś częścią wsi była niwa Kustowięta oraz folwark Kopań.

## Historia
W latach 1434–1772 – w województwie ruskim, ziemi przemyskiej, powiecie przemyskim. Wieś starostwa przemyskiego Schehynie położona była na przełomie XVI i XVII wieku w powiecie przemyskim ziemi przemyskiej województwa ruskiego. W latach 1918–1939 województwo lwowskie, powiat przemyski.
Pierwsze wzmianki pochodzą z 1515, wieś lokowana przywilejem królewskim. Pod koniec XIX, większościowa własność należała do Mieczysława Pawlikowskiego. W 1880 wieś liczyła 1036 mieszkańców, w tym Polaków, Rusinów i Żydów oraz 182 domy. Katolicy należeli do łacińskiej parafii w Medyce. We wsi znajduje się cerkiew prawosławna i kościół rzymskokatolicki.

## Transport
We wsi znajduje się drogowe polsko-ukraińskie przejście graniczne w kierunku Dobromila.
Dojazd drogą krajową nr 28 przez Sanok – Medyka, która po stronie ukraińskiej łączy się z drogą krajową M11 do Mościsk i Sądowej Wiszni.